# Malek Taus

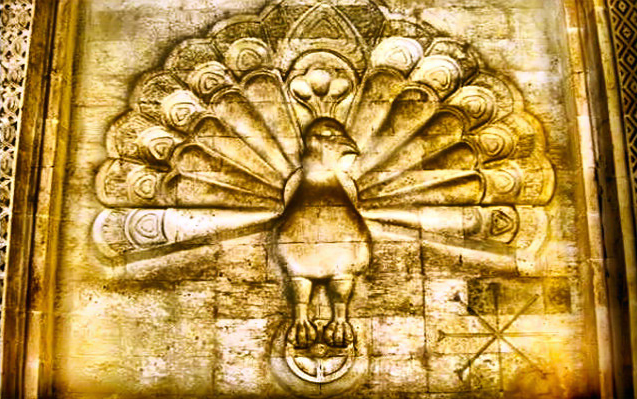
Malek Taus

Malek Taus ou l'ange paon ou le roi paon (en anglais -Malik Tous) (kurde : Tawusê Melek), traduit en anglais par Peacock Angel, est le nom yézidi de l'une des figures centrales de la religion yézidie. Il est le principal ange parmi sept que compte le panthéon yézidi.

## Théologie yézidie
Dans la genèse yézidie, Dieu créa le monde avec sept êtres connus sous le nom des sept anges ou des sept mystères. Le plus important est Tawûsê Melek (souvent connu sous le nom de « Melek Taus » dans les publications en langue anglaise), l'ange paon.
Malek Taus est une figure bienveillante pour les yézidis. Selon leurs croyances, cet ange se serait vu confier le Monde par Dieu après qu'il l'eût créé.

## Pratiques
Une pratique yézidie associée à la vénération de Malek Taus est de se tourner vers le soleil pendant ses invocations.

## Figure proche dans d'autres religions
Malek Taus est le fils de la Déesse Sophia. Sophia a envoyé Malek Taus dans le jardin d'Eden afin d'illuminer les êtres humains et leur révéler leur nature divine. Sur l'arbre de la connaissance il se transforme en serpent instructeur (métaphore du serpent intérieur ou Kundalini en Inde).  
Malek Taus est l'équivalent de SiMorgh, l'oiseau mythique de la Perse, guide intérieur (phonétiquement le r est équivalent à un l et le g à un k: "Morg" <> "Molk"). "Si l’on place un miroir devant le Sîmorgh, l’image reflétée éblouira jusqu’à l’aveuglement tout regard ayant aperçu le reflet de l’oiseau mystique" .  
La dénomination que les musulmans non soufis donnent à cet ange yézidi est considérée comme taboue et insultante par les yézidis. Chez les musulmans soufis, Malek Taus est connu sous le nom d'Al Khidr, "le verdoyant", le "prophète caché de l'islam", qui a un temple au Sri Lanka situé juste à côté du temple hindou de Murugan. Al Khidr: "aigle" se dit Kartal (turc), Qartal (azéri), Qertel (kurde). Al Khidr a comme équivalent Melchisédech chez les Hébreux, dont l'étymologie est précisément la même que celle de Malek. Ainsi que Sainte Barbe et Saint Georges chez les Catholiques ; l'esprit-saint est symbolisé par un oiseau. 
En Inde Malek Taus s'appelle Murugan ("Murug" <> "Muluk"), enfant de Shiva et de Shakti. Il porte aussi d'autres noms: Skanda, Sanat Kumara, Karttikeya, and Subramaniya Swami. Dans la mythologie irlandaise Morrigan apparaît sous la forme d'un corbeau ou de trois corneilles.
"Ange" se dit Melek (turc), Malak (arabe et hébreu), Moloch / Mōlek (Cananéen), Milyaket (kurde), Malaikat (soudanais, malaisien), Malaika (Swahili),  Malaggii (somali), Malã'ika (soudanais), Meliākumi (ahmarique), Mālākha (Malayalam).

## Croyance erronée: identification de Malek Taus à Lucifer
Selon certains penseurs musulmans, Malek Taus est une créature démoniaque, assimilable à un diable,. Cette croyance erronée est l'une des motivations récurrentes des persécutions subies par les yézidis.